# بیانکا اسکارچا آمورتی

بیانکا اسکارچا آمورتی

بیانکا اسکارچا آمورتی (ایتالیایی: Biancamaria Scarcia Amoretti زاده ۲۶ نوامبر ۱۹۳۸ در ائوستا - ۱۹ سپتامبر ۲۰۲۰ در رم) عضو انجمن اسلام‌شناسی دانشگاه رم بود
بیانکاماریا اسکارچیا آمورتی، سال ۱۹۳۸ در ایتالیا متولد شد. او استاد بازنشسته اسلام‌شناسی دانشگاه ساپینزای رم و عضو هیئت تحریریه نشریه ژئوپولتیکا (Geopolitica) و از نویسندگان کتاب تاریخ ایران کمبریج بود. وی سال‌ها در حوزه‌های تخصصی اسلام‌شناسی در شاخه اسلام سیاسی و به‌طور خاص، شیعه‌شناسی کار کرده بود و یکی از مهم‌ترین و بزرگترین شیعه‌شناس ایتالیایی محسوب می‌شد. او چند سال روی امامزاده‌های زن در ایران و جهان تشیع تحقیقی را آغاز کرد و در این پروژه سعی داشت ارج و احترام زن در اسلام بالاخص در مکتب شیعه را در سیر تاریخ نشان دهد. همسر بیانکاماریا، پروفسو جان روبرتو اسکارچیا نیز یکی از ایرانشناسان به نام ایتالیایی به‌شمار می‌رود. او در جامعه علمی ایتالیا به عنوان متخصص زبان و ادبیات پارسی، تاریخ تمدن اسلامی، ادیان ایران و آسیای مرکزی و حقوق اسلامی شناخته شده‌است. تألیف بیش از ۲۸۶ کتاب و مقاله در حوزه‌های ایران‌شناسی و اسلام‌شناسی، و ترجمه گزیده‌ای از غزلیات حافظ در سال ۲۰۰۵ از دیگر فعالیت‌های او به‌شمار می‌رود. او برای ترجمه حافظ جایزه ملی وزارت میراث و فعالیت‌های فرهنگی ایتالیا در سال ۲۰۰۵ را از آن خود کرد.

## آثار
او جز نویسندگان کتاب تاریخ ایران کمبریج بوده‌است
- Sciiti nel mondo, Jouvence, Roma 1994
- Il mondo musulmano. Quindici secoli di storia, Carocci, Roma 2001
- Un altro medioevo. Il quotidiano nell'Islam, Laterza, Roma 2001
- Il Corano. Una lettura, Carocci, Roma 2009
- Religione e Politica, Nuova Cultura, Roma 2011